# 王斯德
王斯德（1936年6月23日—2021年2月4日），男，浙江桐乡人，中国历史学家，中共党员，华东师范大学历史系终身教授，享受国务院政府特殊津贴专家。毕业于华东师范大学。

## 生平
1936年6月23日生于今浙江省嘉兴市桐乡市乌镇。1960年毕业于华东师范大学历史系，并留校任教。1965年加入中国共产党。历任华东师范大学历史系副主任、主任、人文学院院长等职。1990年晋升为教授，2002年受聘为终身教授。
2021年2月4日8时5分逝世于上海市复旦大学附属华山医院，享年84岁。

## 奖项和荣誉
1995年获评上海市优秀教育工作者，1997年获曾宪梓教育基金会高等师范学院教师奖。